# Alijja (Aleppo)
Alijja (arab. علية) – wieś w Syrii, w muhafazie Aleppo, w dystrykcie Dżabal Siman. W 2004 roku liczyła 656 mieszkańców.